# 길과 진리와 생명

루마니아 아라드 (Arad)시의 무기에 등장하는 모토.

길과 진리와 생명(Via et veritas et vita , the way and the truth and the life)은  신약성경 요한복음 14장 6절에서 예수 그리스도는 길이요 진리요 생명이라는 말씀으로 예수 그리스도 자신을 언급한 것이다. 이 단어들은 교육기관과 정부기관에서 많이 사용되고 있다.

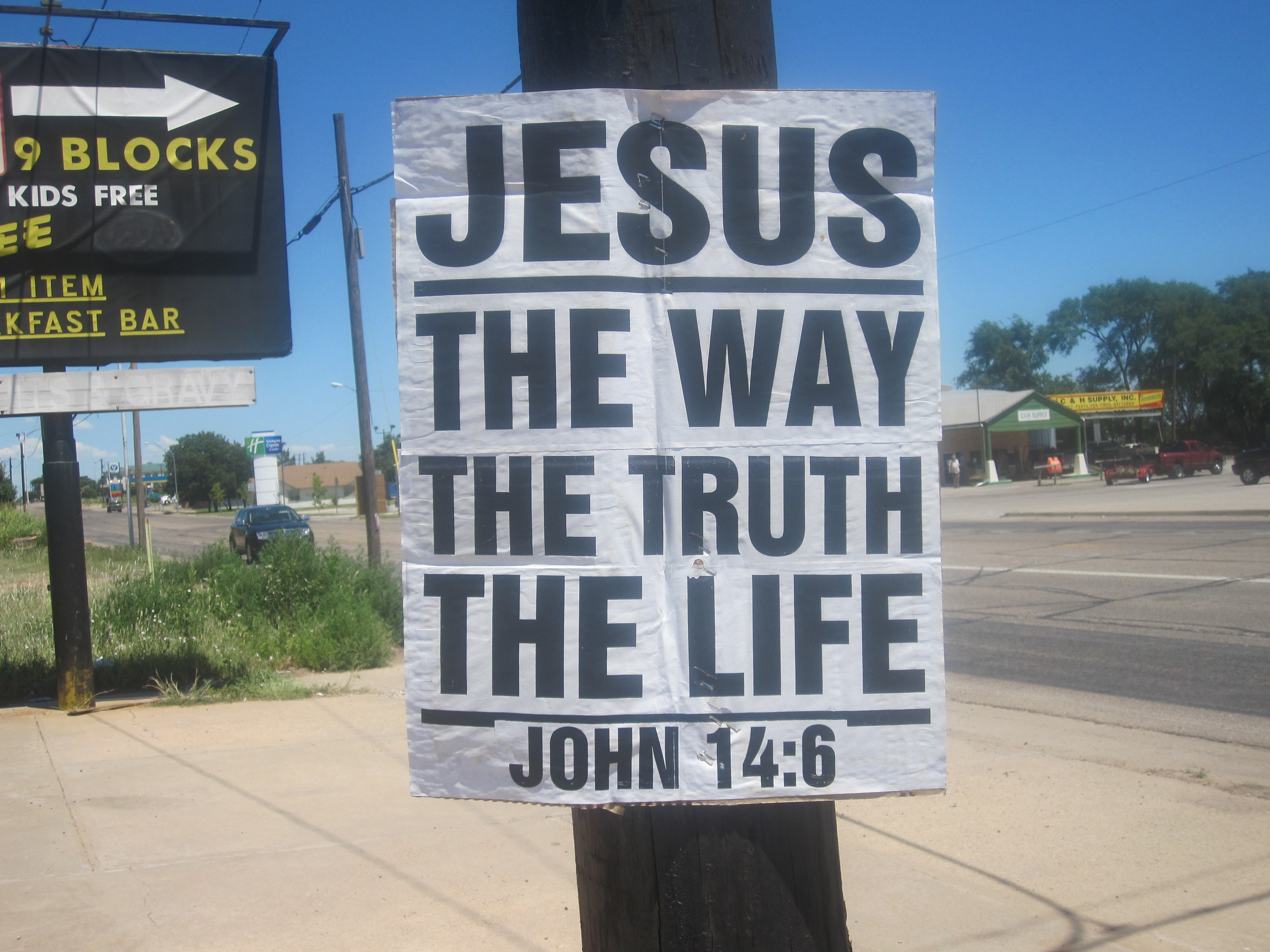
요한 복음 14 : 6 은 텍사스주 휠러 카운티의 토끼풀 에 있는 미국 국도 66호선에 있는 표지

 " 5 도마가 그에게 말했습니다. '주님, 우리는 당신이 어디로 가는지 모릅니다. 어떻게 길을 알 수 있습니까?' 6 예수님은 내가 곧 길이요, 진리요, 생명을 생각합니다 ', 그에게 말씀 하셨다. 이니 나로 말미 암지 않고는 아버지 께로 올자가 없 느니라. 7 당신이 나를 알고 있다면, 당신은 또한 나의 아버지를 알게 될 것이다. 당신이 그를 알고 이제부터 그리고 그를 보았습니다. ' "( 새로운 개정 된 표준 버전 ) 

### 사용하고 있는 고등 교육 기관
- 스코틀랜드 글래스고에 글래스고 대학교 설립 1451
- 미국 일리노이 주 시카고에 있는 Saint Xavier University는 1846년에 설립되었다.
- 위클리프 홀, 옥스포드, 성공회 신학 대학, 영구 개인 회관 의 옥스퍼드 대학은 1877년 설립
- 캐나다 온타리오 주 런던에 위치한 웨스턴 온타리오 대학교 (University of Western Ontario)의 Kings University College는 1878년에 설립되었다.
- 매사추세츠 주 퀸시 동부 나사렛 대학 설립, 1900년 설립
- 일본 여자 대학에서 도쿄, 일본은 1901년 설립
- 필리핀 두마 게티 시티의 실리 만 대학교 (Silliman University)는 1901년에 설립되었다.
- 1925년 캐나다 매니토바 주 오 터번 에 있는 프로비던스 유니버시티 칼리지 및 신학교
- 인도 마두 라이에 있는 타밀 나두 신학교
- 매사추세츠 웨스턴에 레지스 칼리지 설립, 1927년 설립